# Pterolophia sanghirica
Pterolophia sanghirica är en skalbaggsart som beskrevs av Gilmour 1947. Pterolophia sanghirica ingår i släktet Pterolophia och familjen långhorningar. Inga underarter finns listade i Catalogue of Life.